# Alegre
Pour les articles homonymes, voir Alegre (homonymie).

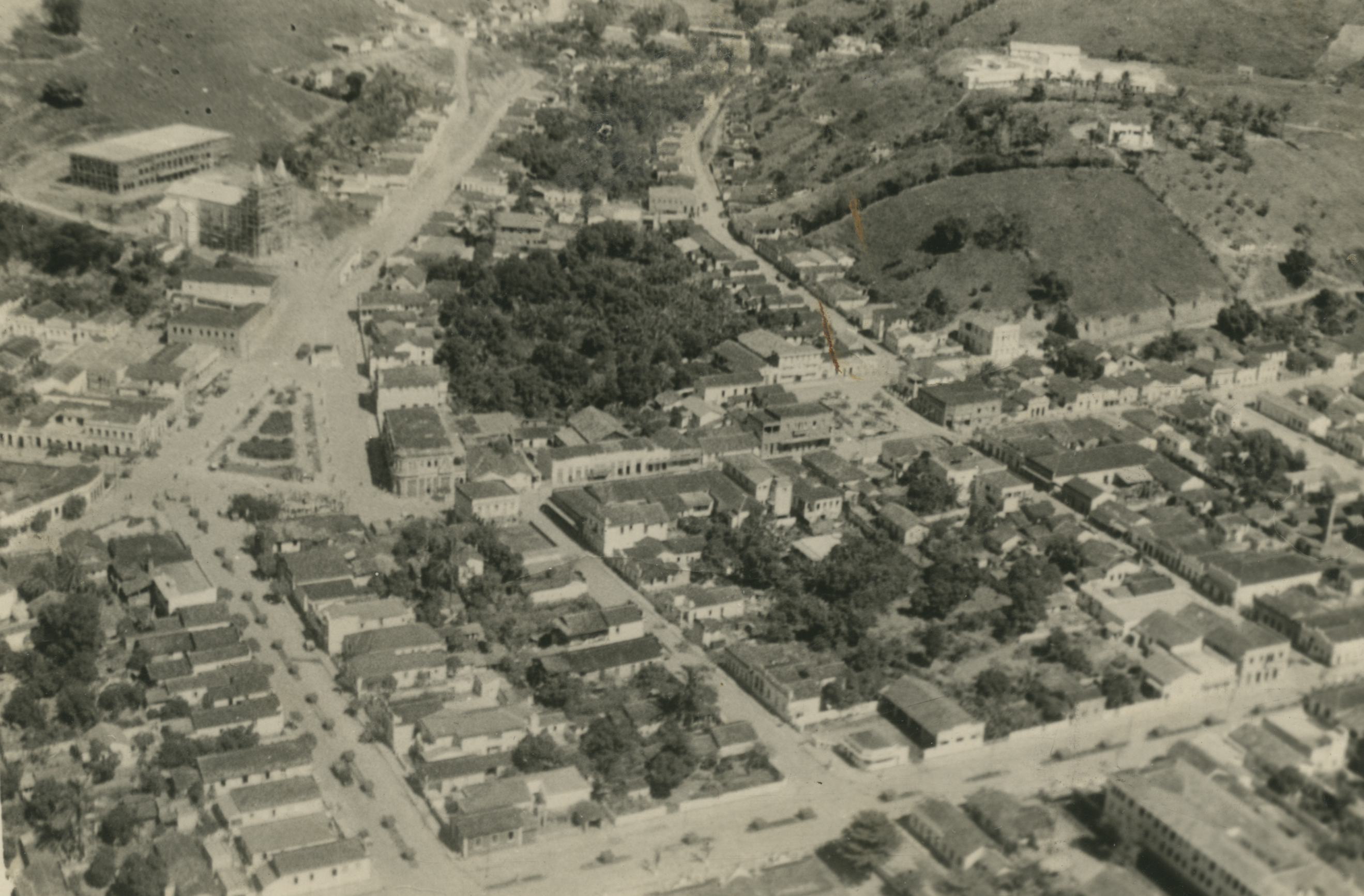

Alegre est une municipalité brésilienne située dans l'État de l'Espirito Santo.